# Paulo Vieira Pinto
António Paulo Vieira Pinto (n. Marco de Canaveses) é um Professor e investigador português especializado em ciências forenses

## Biografia
Frequentou a Faculdade de Medicina da Universidade do Porto, onde concluiu um mestrado em Ciências Forenses. Em Maio de 2022, concluiu o seu Doutoramento em Ciências Forenses na Universidade de Santiago de Compostela.  Atualmente é Professor Universitário na Universidade Fernando Pessoa. 
Em 2006 exercia como cabo na Guarda Nacional Republicana, sendo chefe do Núcleo Mulher-Menor daquela organização, que operava na Área Metropolitana do Porto. Foi nessa qualidade que foi entrevistado pela cadeia de televisão TVI sobre o tema da violência doméstica, em Julho desse ano, tendo comentado que foi «contra a ideia da violência doméstica quase socialmente aceite que tivemos de lutar dentro da própria GNR e especialmente junto dos agentes mais antigos». Em 2010 no graduado ao posto furriel  e em outubro de 2011 ingressou na carreira e categoria de Sargento da GNR, no posto de Segundo-Sargento . Mais tarde, foi promovido ao posto de 1.º Sargento em Janeiro de 2016.  Nesse ano foi entrevistado pelo jornal Público como chefe do Núcleo de Investigação e de Apoio a Vítimas Específicas no Comando Territorial da GNR do Porto, e devido a ter concluído a tese de mestrado no ano anterior, para a qual compilou uma série de estatísticas sobre a violência doméstica. Comentou que não discordava do uso da suspensão provisória do processo em casos deste tipo, e defendeu que as vítimas deveriam fazer parte de uma resposta que gerasse um sentimento de justiça e que fosse dissuasora de reincidência, embora tenha acrescentado que a resposta era tão limitada que poderia «provocar sentimento de impunidade no agressor e cepticismo na vítima». Segundo Paulo Vieira Pinto, «computadores, telemóveis, GPS podem fazer parte do arsenal usado por um agressor de qualquer idade, género ou orientação sexual», no sentido de «aborrecer, intimidar ou controlar a vítima».
Já em 2022 realizou um estudo onde analisou 7900 casos de violência doméstica registados entre 2010 e 2013 pelo Comando do Porto da GNR, Procuradoria-Geral Distrital do Porto e Delegação do Norte da Direção-Geral de Reinserção e Serviços Prisionais (DGRSP). A investigação revelou que o desemprego é um fator determinante para a imposição de programas de reabilitação judicial, sendo mais relevante do que antecedentes por violência. Em contraste, o consumo de drogas exclui automaticamente os agressores desses programas, exigindo primeiro a participação em iniciativas de desintoxicação. 
Depois de ter estado na Guarda Nacional Republicana durante cerca de 25 anos, foi um dos fundadores da Foren , uma empresa especializada em Pericias e Consultoria Forense, onde desenvolve as funções de Managing Partner e de Director de Operações.
Foi um dos autores da obra Da infância à terceira idade: intervenção em contextos de violência e crime - guia prático para estudantes e profissionais, em conjunto com Madalena Sofia Oliveira, que foi apresentada em 2018. Em 2022 apresentou a comunicação Management negligent homicide in the context of a vehicle accident and its impact on mental health, em conjunto com Beatriz Ala-Silva Lourenço e Maria Vidal-Alves, durante o congresso anual da Associação Portuguesa de Ciências Forenses.  Em Novembro de 2023, foi orador no primeiro Simpósio Internacional da Magistratura – Neurociência e Análise Comportamental Aplicadas à Prova Testemunhal, organizado pela Escola Judiciária do Estado do Piauí, no Brasil.  Nesse ano chefiava o Núcleo de Investigação de Crimes em Acidentes de Viação estava a exercer como professor de Investigação Criminal e Psicologia do Testemunho na Escola da Guarda Nacional Republicana, fazendo igualmente parte da Equipa de Negociadores da GNR na cidade do Porto. 
Foi condecorado com a medalha Bósnia 1997 em 3 de Janeiro de 2007, a Medalha da NATO em 23 de Junho de 2010, a Medalha de Prata de Comportamento Exemplar, por despacho de 7 de Maio de 2013, a Medalha de Assiduidade de Segurança Pública (Duas Estrelas) por despacho de 19 de agosto de 2019, a Medalha de Mérito de Segurança Pública de 3.ª Classe, por despacho de 3 de Junho de 2019.